# Кировское газовое месторождение
Ки́ровское га́зовое месторожде́ние (укр. Кіровське газове родовище) — газовое месторождение в Крыму, расположенное на территории Черноморского района. Относится к Причерноморско-Крымской нефтегазоносной области.

## Характеристика
Приурочено к Кировско-Карлавской зоне складок центральной части Каркинитско-Северо-Крымского прогиба. Обнаружено в 1958 г. Структура — узкая асимметрическая антиклиналь широтного простирания 3.8х0.8 км высотой 30 м. Приливы газа получены с газовых залежей палеоцена в интервале глубин 976—1020 м. Сгустки газа склепенчастые. В составе смеси — известняки палеоцена. Запасы незначительные — ок. 140 млн м³.